# Franklin (efternamn)

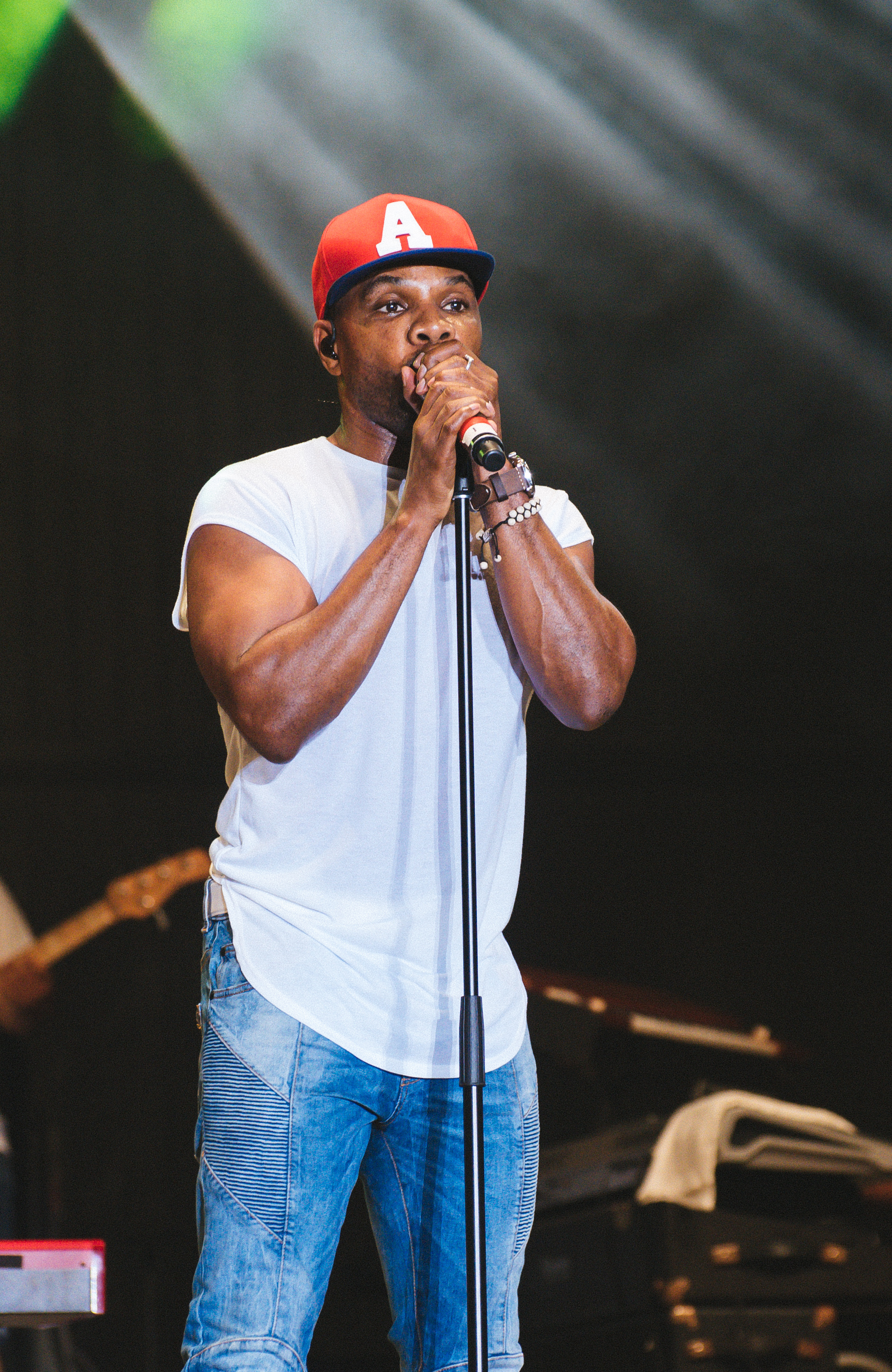
Kirk Franklin, 2017.

Franklin är ett engelsk efternamn. Ursprunget till efternamnet komer från medelengelska frankelin (fri man).
I juli 2025 hade 460 personer i Sverige förnamnet Franklin.

## Personer med efternamnet Franklin
- A.P. Franklin
- Aretha Franklin (1942–2018), amerikansk sångerska
- Barbara Franklin
- Benjamin Franklin (1706–1790), amerikansk politiker
- Bertil Franklin
- Gary Franklin
- Jeff Franklin
- Jesse Franklin
- John Franklin (1786–1847), brittisk amiral och polarforskare
- Magnus Franklin
- Melvin Franklin
- Miles Franklin
- Missy Franklin
- Otto von Franklin (1830–1905), tysk rättshistoriker
- Kirk Franklin (född 1970), amerikansk gospelmusiker
- Pamela Franklin
- Paul Franklin
- Rich Franklin
- Rosalind Franklin (1920–1958), brittisk kemist, kristallograf
- Ryan Franklin
- Ursula Franklin